# Glenea kinabaluensis
Glenea kinabaluensis är en skalbaggsart som beskrevs av Fisher 1935. Glenea kinabaluensis ingår i släktet Glenea och familjen långhorningar. Inga underarter finns listade i Catalogue of Life.